# 세인트 올라프 칼리지
세인트 올라프 칼리지(St. Olaf College)는 미네소타주 노스필드에 있는 4년제 사립 학부 중심 대학으로 리버럴 아츠 칼리지이다.

## 같이 보기
- 미네소타주의 대학 목록